# Públio Élio Adriano Afer

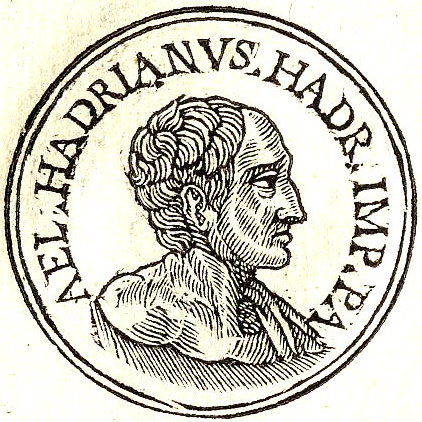
Públio Élio Adriano Afer no Promptuarii Iconum Insigniorum.

Públio Élio Adriano Afer ou simplesmente Élio Afer foi um distinto e rico senador e militar romano no século I d.C. Apesar de ser originário da Hispânia, sua ascendência era italiana. Ele nasceu e foi criado na cidade romana de Itálica (próxima da moderna Sevilha, na Espanha) num família de status pretoriano.
Sua mãe chamava-se Úlpia, que era irmã do pai do imperador Trajano, Marco Úlpio Trajano,  e seu pai era Públio Élio Adriano Marulino.
Seu sobrenome, Afer, é uma referência à África em latim e ele o recebeu depois de ter servido na Mauritânia. Ele se casou com Domícia Paulina, uma jovem romana da cidade romana de Gades (Cádiz). O casal teve dois filhos:
- Júlia Paulina (75 - 130)
- Públio Élio Adriano, imperador entre 76 e 138.

Depois de alcançar a posição de pretor, Afer e sua mulher morreram em 86. Seus filhos ficaram sob a guarda de seu primo, Trajano, e do prefeito pretoriano Públio Acílio Aciano.